# ستيفان سيلفا
ستيفان سيلفا (بالسويدية: Stefan Silva)‏ (11 مارس 1990 في السويد - ) هو لاعب كرة قدم سويدي في مركز مهاجم ‏. لعب مع نادي سوندسفال ‏.

## روابط خارجية
- ستيفان سيلفا على موقع اتحاد السويد (السويدية)
- ستيفان سيلفا على موقع اتحاد تركيا (لاعب) (الإنجليزية)
- ستيفان سيلفا على موقع إي إس بي إن إف سي (الإنجليزية)
- ستيفان سيلفا على موقع قاعدة بيانات كرة القدم.إي يو (الإنجليزية)
- ستيفان سيلفا على موقع Soccerway.com (الإنجليزية)